# Têtes de Pantelleria
 (signalé en août 2025).
Si vous disposez d'ouvrages ou d'articles de référence ou si vous connaissez des sites web de qualité traitant du thème abordé ici, merci de compléter l'article en donnant les références utiles à sa vérifiabilité et en les liant à la section « Notes et références ».
- Archive Wikiwix
- Bing
- Cairn
- DuckDuckGo
- E. Universalis
- Gallica
- Google
- G. Books
- G. News
- G. Scholar
- Persée
- Qwant
- (zh) Baidu
- (ru) Yandex

Les têtes de Pantelleria sont des fragments de statues en marbre grec, sculptées au Ier siècle apr. J.-C., découvertes sur l'acropole San Marco e Santa Teresa à Pantelleria . Elles représentent les visages de deux empereurs romains, Jules César et Titus, et d’une noble romaine, Agrippine l'Aînée ou Antonia la Jeune. 